# ملفين سكوت
ملفين سكوت (بالإنجليزية: Melvin Scott)‏ مواليد 3 فبراير 1982 في بالتيمور، هو لاعب كرة سلة أمريكي معتزل. بدأ مسيرته الاحترافية في سنة 2005. يبلغ طوله 6 قدم 2 بوصة (1.9 م). اعتزل اللعب في 2007. لعب مع نادي لوفين براونشفايغ لكرة السلة ونادي ريكيافيك لكرة السلة.